# Tournoi d'ouverture du championnat de Colombie de football 2013
Navigation
Tournoi précédent Tournoi suivant
Le tournoi d'ouverture de la saison 2013 du Championnat de Colombie de football est le premier tournoi de la soixante-sixième édition du championnat de première division professionnelle en Colombie. Les dix-huit meilleures équipes du pays disputent le championnat semestriel qui se déroule en deux phases :
- lors de la phase régulière, les équipes s'affrontent une fois plus une rencontre face à une formation du même secteur géographique.
- lors de la phase finale, les huit meilleures équipes de première phase sont réparties en deux poules, dont les deux vainqueurs s'affrontent en finale nationale.

C'est l'Atletico Nacional qui remporte le tournoi après avoir battu Independiente Santa Fe lors de la finale. C'est le 12e titre de champion de Colombie de l'histoire du club.

## Qualifications continentales
Le vainqueur du tournoi Ouverture se qualifie pour la phase de groupes de la prochaine édition de la Copa Libertadores. 

## Les clubs participants
| - Independiente Santa Fe - CD Los Millonarios - Envigado FC - Deportes Tolima - Once Caldas - Independiente Medellin - Boyacá Chicó - Itagüí Ditaires - Deportes Quindio | - Atlético Nacional - Atlético Huila - Patriotas FC - Alianza Petrolera - Deportivo Pasto - Cucuta Deportivo - Deportivo Cali - Atlético Junior - CD La Equidad |

## Compétition
Le barème utilisé pour établir l'ensemble des classements est le suivant :
- Victoire : 3 points
- Match nul : 1 point
- Défaite : 0 point

### Phase régulière

#### Classement
| Rang | Équipe                 | Pts | J  | G | N  | P | Bp | Bc | Diff |
| ---- | ---------------------- | --- | -- | - | -- | - | -- | -- | ---- |
| 1    | Independiente Santa Fe | 33  | 18 | 9 | 6  | 3 | 32 | 25 | +7   |
| 2    | Atlético Nacional      | 32  | 18 | 8 | 8  | 2 | 29 | 22 | +7   |
| 3    | Itagüí Ditaires        | 31  | 18 | 8 | 7  | 3 | 27 | 17 | +10  |
| 4    | Deportivo Cali         | 30  | 18 | 7 | 9  | 2 | 31 | 21 | +10  |
| 5    | Deportes Tolima        | 29  | 18 | 8 | 5  | 5 | 31 | 23 | +8   |
| 6    | CD Los MillonariosT    | 28  | 18 | 8 | 4  | 6 | 26 | 18 | +8   |
| 7    | Once Caldas            | 28  | 18 | 7 | 7  | 4 | 23 | 17 | +6   |
| 8    | Deportivo Pasto        | 26  | 18 | 6 | 8  | 4 | 21 | 25 | -4   |
| 9    | Cúcuta Deportivo       | 23  | 18 | 6 | 5  | 7 | 23 | 20 | +3   |
| 10   | Independiente Medellín | 23  | 18 | 6 | 5  | 7 | 18 | 18 | 0    |
| 11   | CD La Equidad          | 22  | 18 | 5 | 7  | 6 | 16 | 15 | +1   |
| 12   | Atlético Junior        | 22  | 18 | 6 | 4  | 8 | 24 | 25 | -1   |
| 13   | Atlético Huila         | 20  | 18 | 4 | 8  | 6 | 19 | 23 | -4   |
| 14   | Alianza PetroleraP     | 20  | 18 | 5 | 5  | 8 | 19 | 28 | -9   |
| 15   | Boyacá Chicó           | 19  | 18 | 4 | 7  | 7 | 27 | 31 | -4   |
| 16   | Envigado FC            | 17  | 18 | 4 | 5  | 9 | 15 | 25 | -10  |
| 17   | Deportes Quindío       | 13  | 18 | 2 | 7  | 9 | 8  | 24 | -16  |
| 18   | Patriotas FC           | 11  | 18 | 0 | 11 | 7 | 14 | 26 | -12  |

| Résultats (▼dom., ►ext.) | AP  | HUI | NAC | BOY | CUC | QUI | TOL | CAL | PAS | ENV | DIM | ITA | JUN | EQU | MIL | ONC | PAT | SFE |
| Alianza Petrolera        |     | 1-0 |     | 3-1 | 2-3 |     |     |     | 1-1 | 1-2 | 0-1 |     |     | 0-0 |     | 1-1 |     | 0-3 |
| Atlético Huila           |     |     |     |     |     |     | 2-2 |     | 6-1 |     | 3-2 | 1-1 | 1-1 |     | 0-0 | 0-1 | 1-0 | 1-1 |
| Atlético Nacional        | 4-0 | 3-0 |     |     |     |     |     |     | 1-0 |     | 2-2 | 1-1 | 2-1 |     | 2-1 | 2-1 | 3-3 |     |
| Boyacá Chicó             |     | 2-1 | 2-3 |     |     | 1-1 | 3-0 | 1-2 | 2-2 | 2-0 |     |     |     | 2-2 |     |     | 0-0 |     |
| Cúcuta Deportivo         |     | 1-1 | 1-1 | 0-1 |     | 2-0 | 2-1 | 0-0 |     | 3-0 |     |     | 1-2 | 0-1 |     |     |     |     |
| Deportes Quindío         | 2-3 | 0-0 | 0-0 |     |     |     |     |     | 0-1 |     | 0-2 |     | 0-1 |     | 0-0 | 1-1 | 0-0 |     |
| Deportes Tolima          | 2-1 | 2-0 | 4-0 |     |     | 2-0 |     | 2-2 | 3-0 |     | 1-0 |     |     |     | 1-2 | 2-2 |     |     |
| Deportivo Cali           | 2-2 | 0-1 | 1-1 |     |     | 4-0 |     |     | 2-2 |     | 2-0 |     | 2-2 |     | 2-2 | 2-1 |     |     |
| Deportivo Pasto          |     |     |     |     | 2-1 |     |     | 1-2 |     |     | 1-0 | 1-1 | 1-0 |     | 2-1 | 1-1 | 3-2 | 1-1 |
| Envigado FC              |     | 1-1 | 3-0 |     |     | 0-1 | 2-2 | 1-2 | 1-1 |     |     | 1-2 |     | 1-0 |     | 0-2 |     |     |
| Independiente Medellín   |     |     | 0-0 | 3-1 | 1-1 |     |     |     |     | 0-1 |     | 1-0 | 1-0 |     | 0-0 |     | 2-1 | 2-2 |
| Itagüí Ditaires          | 3-0 |     |     | 3-0 | 0-0 | 1-1 | 3-2 | 0-3 |     | 1-1 |     |     |     | 1-0 |     |     |     | 4-0 |
| Atlético Junior          | 2-1 |     |     | 2-2 | 0-2 |     | 1-2 |     |     | 4-0 |     | 3-2 |     | 0-0 |     |     | 2-0 | 2-3 |
| CD La Equidad            | 0-1 | 4-0 | 0-2 |     |     | 3-0 | 1-0 | 1-1 | 0-0 |     | 1-0 |     |     |     |     | 0-0 |     |     |
| CD Los Millonarios       | 1-2 |     |     | 2-1 | 2-1 |     |     |     |     | 1-0 |     | 1-2 | 3-0 | 3-1 |     |     | 4-1 | 0-1 |
| Once Caldas              |     |     |     | 2-2 | 2-0 | 1-2 |     |     |     |     | 2-1 | 1-2 | 2-1 |     | 1-0 |     | 2-0 | 0-0 |
| Patriotas FC             | 0-0 |     |     | 1-1 | 1-3 |     | 1-1 | 1-1 |     | 1-1 |     | 0-0 |     | 1-1 |     |     |     | 1-1 |
| Independiente Santa Fe   |     |     | 2-2 | 4-3 | 3-2 | 2-0 | 1-2 | 3-1 |     | 1-0 |     |     |     | 3-1 | 1-3 |     |     |     |

### Phase finale

#### Demi-finales
Groupe A :
| Rang | Équipe                 | Pts | J | G | N | P | Bp | Bc | Diff |  | Résultats (▼ dom., ► ext.) | SFe | Mil | DCa | OCa |
| ---- | ---------------------- | --- | - | - | - | - | -- | -- | ---- |  | -------------------------- | --- | --- | --- | --- |
| 1    | Independiente Santa Fe | 11  | 6 | 3 | 2 | 1 | 7  | 5  | +2   |  | Independiente Santa Fe     |     | 1-0 | 1-1 | 1-0 |
| 2    | CD Los MillonariosT    | 10  | 6 | 3 | 1 | 2 | 10 | 8  | +2   |  | CD Los MillonariosT        | 2-1 |     | 1-1 | 4-2 |
| 3    | Deportivo Cali         | 7   | 6 | 1 | 4 | 1 | 6  | 6  | 0    |  | Deportivo Cali             | 1-1 | 1-0 |     | 1-2 |
| 4    | Once Caldas            | 4   | 6 | 1 | 1 | 4 | 8  | 12 | -4   |  | Once Caldas                | 1-2 | 2-3 | 1-1 |     |

Groupe B :
| Rang | Équipe            | Pts | J | G | N | P | Bp | Bc | Diff |  | Résultats (▼ dom., ► ext.) | ANa | Ita | Tol | Pas |
| ---- | ----------------- | --- | - | - | - | - | -- | -- | ---- |  | -------------------------- | --- | --- | --- | --- |
| 1    | Atletico Nacional | 10  | 6 | 3 | 1 | 2 | 9  | 8  | +1   |  | Atletico Nacional          |     | 1-2 | 1-1 | 2-1 |
| 2    | Itagüí Ditaires   | 9   | 6 | 3 | 0 | 3 | 8  | 9  | -1   |  | Itagüí Ditaires            | 1-2 |     | 1-3 | 2-3 |
| 3    | Deportes Tolima   | 8   | 6 | 2 | 2 | 2 | 8  | 7  | +1   |  | Deportes Tolima            | 1-2 | 0-1 |     | 2-1 |
| 4    | Deportivo Pasto   | 7   | 6 | 2 | 1 | 3 | 8  | 9  | -1   |  | Deportivo Pasto            | 2-1 | 0-1 | 1-1 |     |

#### Finale
| Équipe 1          | Résultat | Équipe 2               | Aller | Retour |
| ----------------- | -------- | ---------------------- | ----- | ------ |
| Atlético Nacional | 2 - 0    | Independiente Santa Fe | 0 - 0 | 2 - 0  |

## Bilan de la saison
| Championnat de Colombie de football 2013 |                               |
| Champion                                 | Atlético Nacional (12e titre) |
| Qualifications continentales             |                               |
| Copa Libertadores 2014                   | Atlético Nacional             |
| Promotions et relégations                |                               |
| Promus en Liga Postobon                  | Aucun                         |
| Relégués en Torneo Postobon              | Aucun                         |